# Stylommatophora
Stylommatophora é uma categoria de moluscos gastrópodes que respiram na atmosfera, que inclui a maioria dos caracóis e lesmas terrestres. Tradicionalmente considerado como uma subordem, atualmente Stylommatophora tende a ser vista como um clado.